# Loren Gray

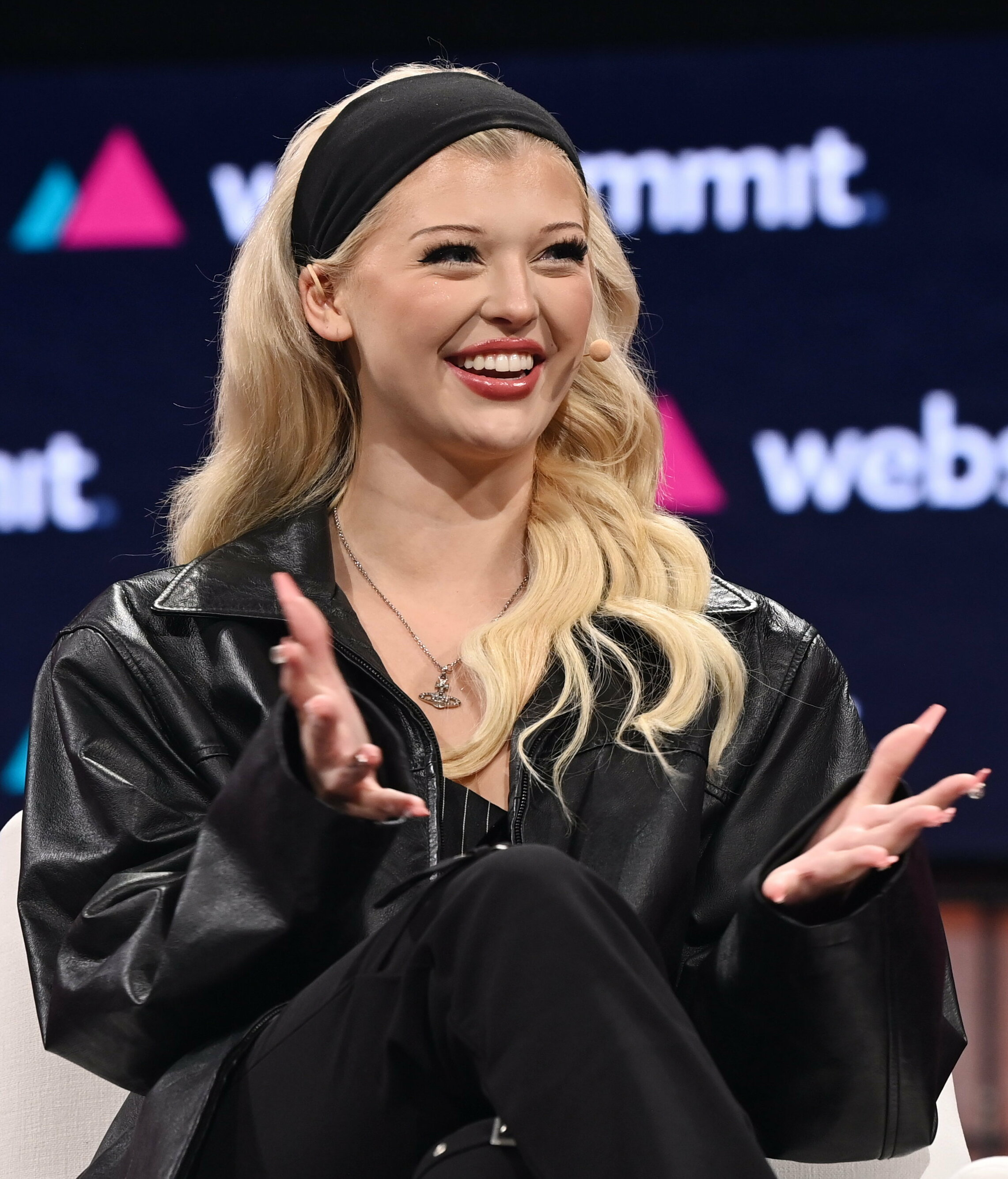
Loren Gray (2023)

Loren Beech Gray (* 19. April 2002 in Pottstown, Montgomery County, Pennsylvania) ist eine US-amerikanische Sängerin, die bei den Labels Virgin Records und Capitol Records unter Vertrag steht. Sie gilt als eine der führenden Social-Media-Stars und hat auf den verschiedenen Kanälen TikTok, Instagram, Twitter und YouTube weit über 70 Millionen Abonnenten.

## Leben
Gray wuchs mit einer acht Jahre älteren Halbschwester namens Jordan auf. Im Alter von 12 Jahren wurde sie von einem Bekannten sexuell missbraucht. Ab 2015 wurde sie durch die Nutzung des Videoportals TikTok bekannt, wo sie jahrelang die zweitmeisten Follower hatte. Aufgrund ihrer Popularität, die sie über diverse von ihr betriebenen Internetauftritte bekam, durfte sie 2017 in dem Musikvideo des britischen Sängers HRVY zur Single Personal mitwirken. Im März 2018 unterschrieb sie einen Vertrag beim Label Virgin Records.

## Karriere
Loren kam 2015 zu musical.ly (jetzt bekannt als TikTok). Sie zog schließlich nach Los Angeles und baute ihre anderen Social-Media-Plattformen aus. Nachdem sie in der sechsten Klasse eine große Fangemeinde für Musical.ly gewonnen hatte, begann sie in der Schule gemobbt zu werden. Schließlich zog sie nach Los Angeles, Kalifornien und entwickelte ihre anderen Social-Media-Plattformen. Seit Februar 2022 hat sie mehr als 54 Millionen Follower auf TikTok, 22,3 Millionen Follower auf Instagram, 3,78 Millionen Abonnenten auf YouTube und mehr als 1,6 Millionen Follower auf Twitter. Auf ihrem Backup-Instagram-Account hat sie mehr als 4,4 Millionen Follower. Loren Gray ist die sechsthäufigste Person bei TikTok und war vom 31. März 2019 bis zum 25. März 2020 die meistbesuchte Person bei TikTok.
Im August 2018 veröffentlichte sie über das Label Virgin Records ihre erste Single My Story. Im November desselben Jahres folgte die Single Kick You Out, über die das Billboard urteilt, ein Lied, das die wahren Höhen und Tiefen, die entstehen, wenn man verliebt ist schildert. Die dritte Single Queen folgte im Dezember 2018.
Im April 2019 erschienen mit Options und Lie Like That zwei neue Lieder von Gray. Gemeinsam mit der Sängerin Saweetie veröffentlichte sie das Lied Can't Do It. Am 13. Mai 2020 veröffentlichte sie nach einem Jahr ohne Neuveröffentlichung die Single Cake. Später folgte die Single Alone, welche am 21. Juli 2020 veröffentlicht wurde.
Im Februar 2020 hatte sie eine Gastrolle in Taylor Swifts Musikvideo The Man.
Am 3. Dezember 2020 brachte sie ihre eigene Schmucklinie namens &always auf den Markt.

## Diskografie

### Singles
- 2018: My Story (Virgin Records)
- 2018: Kick You Out (Virgin Records)
- 2018: Queen (Virgin Records)
- 2019: Anti-Everything feat. Lost Kings (Disruptor Records)
- 2019: Can’t Do It feat. Saweetie (Virgin Records)
- 2020: Cake (Virgin Records)
- 2020: Alone (Virgin Records)

### EPs
- 2019: Options / Lie Like That (Virgin Records)

## Auszeichnungen für Musikverkäufe
| Goldene Schallplatte - Brasilien - 2024: für die Single Queen |

| Land/RegionAuszeichnungen für Musikverkäufe (Land/Region, Auszeichnungen, Verkäufe, Quellen) | Gold  | Platin | Verkäufe | Quellen             |
| -------------------------------------------------------------------------------------------- | ----- | ------ | -------- | ------------------- |
| Brasilien (PMB)                                                                              | Gold1 | —      | 20.000   | pro-musicabr.org.br |
| Insgesamt                                                                                    | Gold1 | —      |          |                     |

## Auszeichnungen und Nominierungen
Gray wurde als "Choice Muser" bei den 2016 Teen Choice Awards nominiert und als "Muser of the Year" bei den Shorty Awards 2017. 2018 wurde sie das zweite Mal als "Choice Muser" bei den Teen Choice Awards nominiert. Sie wurde 2019 bei den iHeart Radio Music Awards in der "Social Star Award" Kategorie nominiert. 2020 wurde sie in der "Tiktoker" Kategorie bei den BreakTudo Awards nominiert.

## Filmografie
- 2024: Incoming